# Интегративна медицина
Интегративна медицина је спој класичне медицинске науке и комплементарне медицине, и подразумева холистички приступ људском организму који спаја методе класичне и традиционалне медицине, пружајући терапеутима могућност да комбинују најбоље из оба области медицине и на тај начин омогуће пацијентима и лечење узрока, а не само последице, пре свега кроз здравије и квалитетније начине живота. Њене терапијске методе су испитане, а терапијски учинци званично доказани и проверени од стране службене (конвенционалне) медицинске науке, попут акупунктуре, масаже, рефлексотерапије, детоксикација и сличних облика лечења. Медицина, без обзира о којој се њеној области ради, увек мора бити заснована на добрим научним методама и доказима.
Главни циљ интегративне медицине је да увек и непрестано тражи научну подлогу и доказ за примену традиционалних метода лечења у сопственој пракси, а њених лекара, не само да стално буду „отворени” за нове (али и старе) методе и приступе, већ и критични према њима. У том смислу сем самог лечења, лекар интегративне медицине мора да се труди да болеснику приближи и шири концепт очувања здравља и превенције болести, и тиме лечи и особу, а не само болест.

## Основне поставке
Када се у медицини користи термин „интегративна” мисли се на методе које комбинују и / или обједињују различите терапијске приступе и усмерења. Она такође обједињује и све методе које истовремено третирају и тело и дух и у себи садрже сва фундаментална знања потребна за њен рад. На пример:
- Јога, која је истовремено и енергетска медицина јер постиже одређене здравствене ефекте али и животна филозофија.
- Традиционални медицински системи, као облик интегративне медицине.[1][2]

Интегративна медицина, као што јој и сам назив каже интегрише - спаја, оба медицинска система, и прилагођава њене принципе пацијенту, сједињујући их при томе у холистичко разумевање особе. Ова грана медицине у свом раду испитује корист хомеотерапије, квантне медицине, традиционалне источне медицине, акупунктуре, киропрактике, кристалотерапије, магнетотерапије, рефлексотерапије, фитотерапије и народне медицине.
Циљ интегративне медицине није само дијагностиковати и дати лек, односно посматрати уски сегмент једне особе, већ она има и за циљ да у анамнези испита и више од саме болести: каква је исхрана, какве су животне навике, какве су пословне и породичне околности особе, да ли јој је потребна и психолошка помоћ, односно психотерапија. Таквим приступом она заправо покушава да отклони физичке и друге факторе који доприносе појави или погоршања болести, и такође отклони и разорне последице болести по психу, тешке болести, попут тумора, и тиме поправе људско расположење. Хроничне урогениталне инфекције, алергијске болести попут атопијског дерматитиса, хроничне кожне болести попут псоријазе - и хиљаде сличних, релативно „мање опасних” болести, неће теже нарушити здравље, али могу оставити девастирајуће последице по квалитет живота и психички, социјални и емотивни интегритет оболеле особе.

## Основни принципи
Заговорници интегралне медицине сматрају да данас не постоји више различитих медицина, већ само једна, а које методе користи је потпуно неважно, све док се постижу резултати у лечењу са што мање нежељених дејстава. У том смислу основ интегративне медицине је да болесник и лекар лекар постају „партнери у процесу оздрављења”, јер колико је лекару стало да пронађе одговарајућу терапију, толико је и на болеснику да буде дисциплинован и правовремено и потпуно примењује терапију.
Оно по чему се интегративна медицина разликује од традиционалне, је да она у обзир узима све факторе који утичу на здравље, опште стање организма и болест, и да у свом раду посебну пажњу посвећује уму, духу, начину живота, друштвеној средини у којој живи болесник итд.
Чињеница је да класична медицина не може увек да постигне све резултате, јер биомедицински модел здравствене заштите, односно модерна западна медицина, користи редукционистички приступ који се фокусира на физичке и објективне основе болести и уз помоћ најновијих научних достигнућа и хируршких процедура које спасавају живот, модерна западна медицина успешно третира ону другу страну спектра здравље-болест. Међутим, проблем оваквог приступа је његова ограниченост да се посвети првом делу спектра, односно одржању здравља и унапређењу благостања - што се делом огледа и у броју пацијената који се окрећу алтернативним методама због незадовољства садашњим системом. Међутим то не значи да је традиционална медицина та која пружа одговоре на сва питања. И зато су обе медицине комплементарне, јер док класична - биомедицина може да постигне радикалне резултате и излечи многа обољења (а листа се са новим истраживањима стално проширује), често поједини лекови остављају последице на друге органе (нпр цитостатици) или се често не зна узрок одређених болести, па се третира само последица. Са друге стране традиционална медицина може да побољша опште здравље и помогне да се у одређеној мери спречи настанак болести, али није свемогућа и често нема ни ефекат ни брзину модерних медицинских метода. Такође док неки природни лекови које нуди традиционална медицине решавају одређене проблеме без нуспојава које њихови фармацеутски еквиваленти изазивају, у неким случајевима здравствени проблем се може решити само применом хируршких метода или специфичном врстом хемијских лекова, што традиционалну медицину оставља потпуно немоћном.
Имајући у виду да све више здравствених радника, политичара и социоекономских аналитичара последњих година увиђа да је један од највећих недостатака западног здравственог система његова усредсређеност на акутну и епизодичну здравствену заштиту, којом се на известан начин у други план стављају друга важна здравствена питања, пре свега хроничне болести. На то нпр. указују истраживања Центра за контролу и превенцију болести у САД, у којима се наводу да је 70% свих смртних случајева последица хроничних болести, и да се због тога трошкови здравствене заштите хроничних болесника само у САД крећу око 1,5 милијарди долара годишње, односно чине 75% свих здравствених издатака. Од тог буџета само се незнатан део троши на превенцију и промоцију здравља, упркос доказима да је она најефикаснији начин за смањење дистрибуције хроничних болести.
Зато интегративна медицина, пропагира један нови модел понашања који треба да обухвата све методе које могу да допринесу очувању здравља и излечењу или контроли болести, без обзира на њихово „порекло”, које може бити из класичне или традиционалне медицине.
У том смислу интегративна медицина, настала је као нови појавни облик медицине, која нуди ново решење и ефикасан начин борбе против епидемије хроничних болести која представља велики баласт за све економије, у свету је постала све више препознатљива као стратегија која може да затвори бројне празнине у постојећем здравственом систему, а да истовремено одржи трошкове лечења под контролом.
Међутим, за људе који се залажу за нови систем лечења, интегративна медицина представља и нешто више од начина да се смање медицински трошкови.
Према Конзорцијуму академских центара за интегративну медицину (кога чини 46 академских здравствених центара посвећених напретку интегративне здравствене заштите, интегративна медицина) она је „медицинска пракса која реафирмише однос између лекара и пацијента, фокусира се на целу личност, заснива се на доказима и користи одговарајуће терапијске приступе, здравствене професионалце и дисциплине да би постигла оптимално излечење и здравље”.

### Принципа који дефинишу интегративну медицину
Интегративна медицина користи истовремено и класичне лекове из биомедицине, али и биљне лекове, додатке исхрани, зависно о процени лекара и његовог искуства и знања. Она је по свом приступу холистичка (од грчке речи ολος - холос, што значи цео, целокупан, свеобухватан, комплетни. Како холизам истовремено захтева и врло солидно знање из медицине и патофизиолошких процеса и фармакологије, ово подручје захтева и искуство и дословце ерудицију из подручја медицине. Осим дубоке специјализације као једног од приступа медицини, попут појединих подручја хирургије, холистички, интегративни приступ је једнако захтеван због потребе ширине знања и искуства, и зато је можда прикладније уместо назива холизам, прихватљивији назив интегративна медицина.
И управо такав (холистички) приступ дефинише интегративну медицину и неке од њених најважнијих принципа, који се заснивају на следећем:
- Пацијент и лекар су партнери у процесу лечења;
- Сви фактори који утичу на здравље, благостање и болест, укључују не само тело, већ и ум, дух и заједницу;
- Само правилно одабрана комбинација конвенционалних и алтернативних метода стимулише природну тежњу организма ка исцељењу;
- Да када је год могуће, треба користити ефикасне интервенције које су природне и мање инвазивне;
- Да интегративна медицина не одбацује конвенционалну медицину нити прихвата алтернативне терапије некритички;
- Да се добра медицина заснова на доброј науци, коју за њен напредак „вуче жеља за новим знањем”;
- Да суштину интегративног приступа не чини само концепт лечења већ шири концепт промоције здравља и превенције болести;
- Да здравствени радници који се баве овом медицином треба личним примером да прокламују здрав начин живота и да су посвећени откривању себе и сопственог напретка.

### Ко се бави интегративном медицином?
Интегративном медицином се баве здравствени радници посвећени принципима и пракси интегративне медицине. То су најчешће лекари, али могу да буде и доктор остеопатске медицине и доктор натуропатске медицине, али и медицинске сестре. Заједничко им је да они приступају болеснику као целини и да користе како конвенционалне, тако и неконвенционалне (традиционалне, комплементарне и алтернативне) медицинске методе да би поспешили исцељење и побољшали здравље болесника.
Данас су многе традиционалне и допунске методе лечења признате од стране Министарства здравља многих земаља, па и Србије али се у Србији оне још не примењују у свим државним болницама, а државно осигурања не покрива трошкове лечења овим методама. Са друге стране, у већини земаља Европе и Северне Америке интегративна медицина је потпуно прихваћена, тако да државне клинике уз стандардне примењују и интегративне методе лечења.